# Список глав государств в 234 году
Список глав государств в 233 году — 234 год — Список глав государств в 235 году — Список глав государств по годам

## Африка
- Мероитское царство (Куш) — Теритниде, царь (228 — 246)

## Азия
- Армения Великая — Тиридат II, царь (217 — 252)
- Гассаниды — Джафна I ибн Амр, царь (220 — 265)
- Дханьявади — Тюрия Дипати, царь[англ.] (198 — 245)
- Западные Кшатрапы:
  - Дамаядасри II, махакшатрап (232 — 239)
  - Вирадаман, махакшатрап (234 — 238)
- Иберия:
  - Ваче, царь (216 — 234)
  - Бакур I, царь (234 — 249)
- Китай (Период Троецарствия) —
  - Вэй — Мин-ди (Цао Жуй), император (226 — 239)
  - У — Сунь Цюань, император (222 — 252)
  - Шу — Лю Шань, император (223 — 263)
- Корея (Период Трех государств):
  - Конфедерация Кая — Кодын, ван (199 — 259)
  - Когурё — Тончхон, тхэван (227 — 248)
  - Пэкче:
    - Кусу, король (214 — 234)
    - Сабан, король (234)
    - Кои, король (234 — 286)

  - Силла — Чобун, исагым (230 — 247)
- Кушанское царство — Канишка II, царь (226 — 240)
- Осроена — Ману IX, царь (216 — 242)
- Паган — Пьюсоти, король[англ.] (167 — 242)
- Персия (Сасаниды) — Ардашир I, шахиншах (224 — 241)
- Тоба — Тоба Ливэй, вождь (219 — 277)
- Чера — Янаикат-сей Мантаран Черал, царь (201 — 241)
- Япония — Дзингу Кого, регент (201 — 269)

## Европа
- Боспорское царство:
  - Котис III, царь (228 — 234)
  - Рескупорид IV, царь (234 — 235)
- Ирландия — Кормак мак Арт, верховный король (226 — 266)
- Римская империя:
  - Александр Север, римский император (222 — 235)
  - Марк Клодий Пупиен Максим, консул (234)
  - Марк Мунаций Сулла Урбан, консул (234)

## Галерея

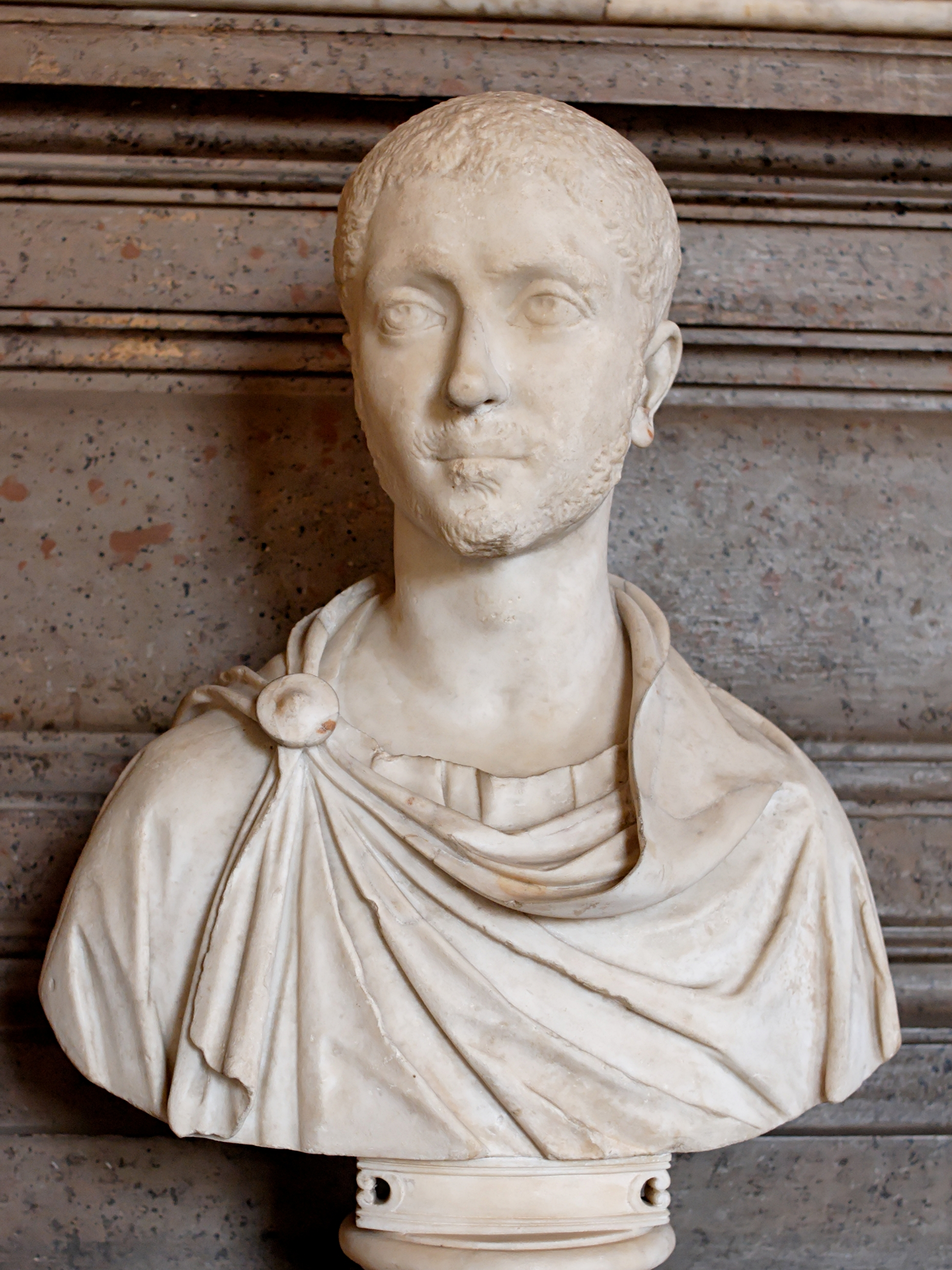
Александр Север 222—235 Император Римской империи
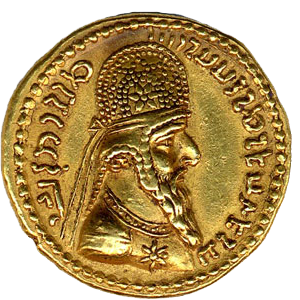
Ардашир I 224—241 Шахиншах Персии
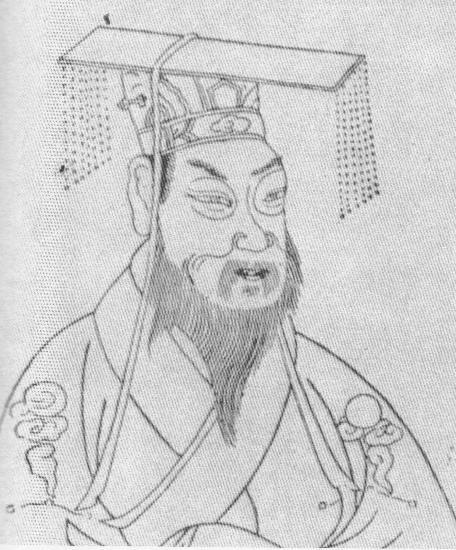
Сунь Цюань 222—252 Император китайской империи У
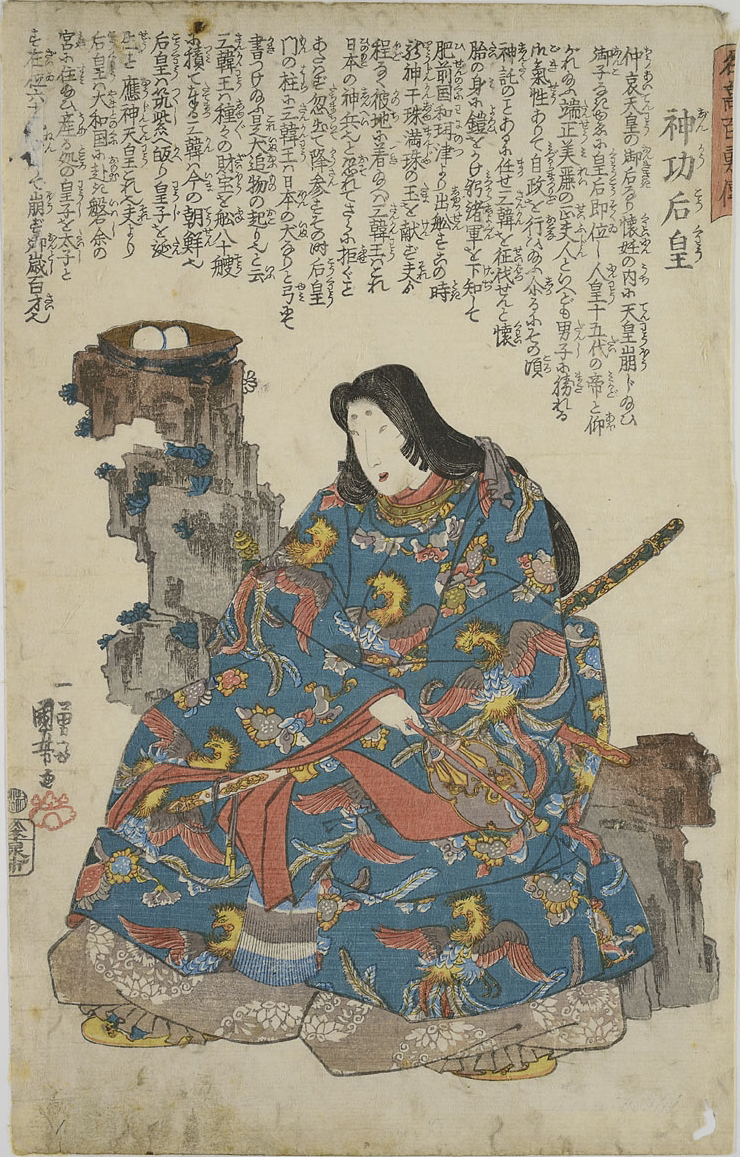
Дзингу 201—269 Императрица Японии